# Liste de points extrêmes de l'Inde

Point extrêmes de l'Inde

Voici une liste de points extrêmes de l'Inde.

## Latitude et longitude

### Continent
- Nord : près du glacier de Siachen, col du Karakoram, Ladakh (35° 37′ N, 76° 47′ E)[1]
- Sud : cap Comorin, Kânyâkumârî, Tamil Nadu (8° 04′ N, 77° 33′ E)
- Ouest : à l'ouest de Ghuar Mota, Gujarat (23° 34′ N, 68° 30′ E)
- Est : Kibithu, Arunachal Pradesh (28° 11′ N, 97° 20′ E)[2]

### Totalité du territoire
- Nord : près du glacier de Siachen, col du Karakoram, Ladakh (35° 37′ N, 76° 47′ E)[1]
- Sud : pointe Indira, Grande Nicobar, îles Andaman-et-Nicobar (6° 45′ N, 93° 50′ E)
- Ouest : à l'Ouest de Ghuar Mota, Gujarat (23° 34′ N, 68° 30′ E)
- Est : Kibithu, Arunachal Pradesh (28° 11′ N, 97° 20′ E)[2]

## Altitude
- Maximale : Kangchenjunga, Sikkim, 8 598 m 27° 42′ N, 88° 08′ E)
- Minimale : océan Indien, 0 m